# Ferdinand Eckhardt
Ferdinand Anton Ludwig Eckhardt (* 28. April 1902 in Wien, Österreich-Ungarn; † 25. Dezember 1995 in Winnipeg) war ein österreichisch-kanadischer Kunsthistoriker. Von 1953 bis 1974 war er Museumsdirektor der Winnipeg Art Gallery.

## Leben
Nach einem Kunstgeschichtsstudium an der Universität Wien und der Promotion zum Dr. phil. 1927 arbeitete Eckhardt zunächst im Benno Filser Verlag in Augsburg, bevor er nach Berlin wechselte und als Kunstkritiker für verschiedene Zeitungen schrieb. 1932 publizierte er dort eine Abhandlung über das graphische Werk von Walter Gramatté und gestaltete 1932/33 mit Gramattés Witwe Sophie-Carmen (Sonia) Gramatté eine Gedächtnisausstellung.
Im Oktober 1933 gehörte Eckhardt zu den 88 Schriftstellern, die das Gelöbnis treuester Gefolgschaft zu Adolf Hitler unterzeichneten. 1934 heiratete er Sonia Gramatté. Im selben Jahr nahm er eine Stellung bei den Bayerwerken an, die seit 1925 ein Bestandteil der I. G. Farben waren. Hier war er vor allem für die Vermarktung von Acetylsalicylsäure zuständig. 1939 wurde er nach Wien versetzt, wo er 1942 zum Militärdienst bei der Wehrmacht einberufen wurde.

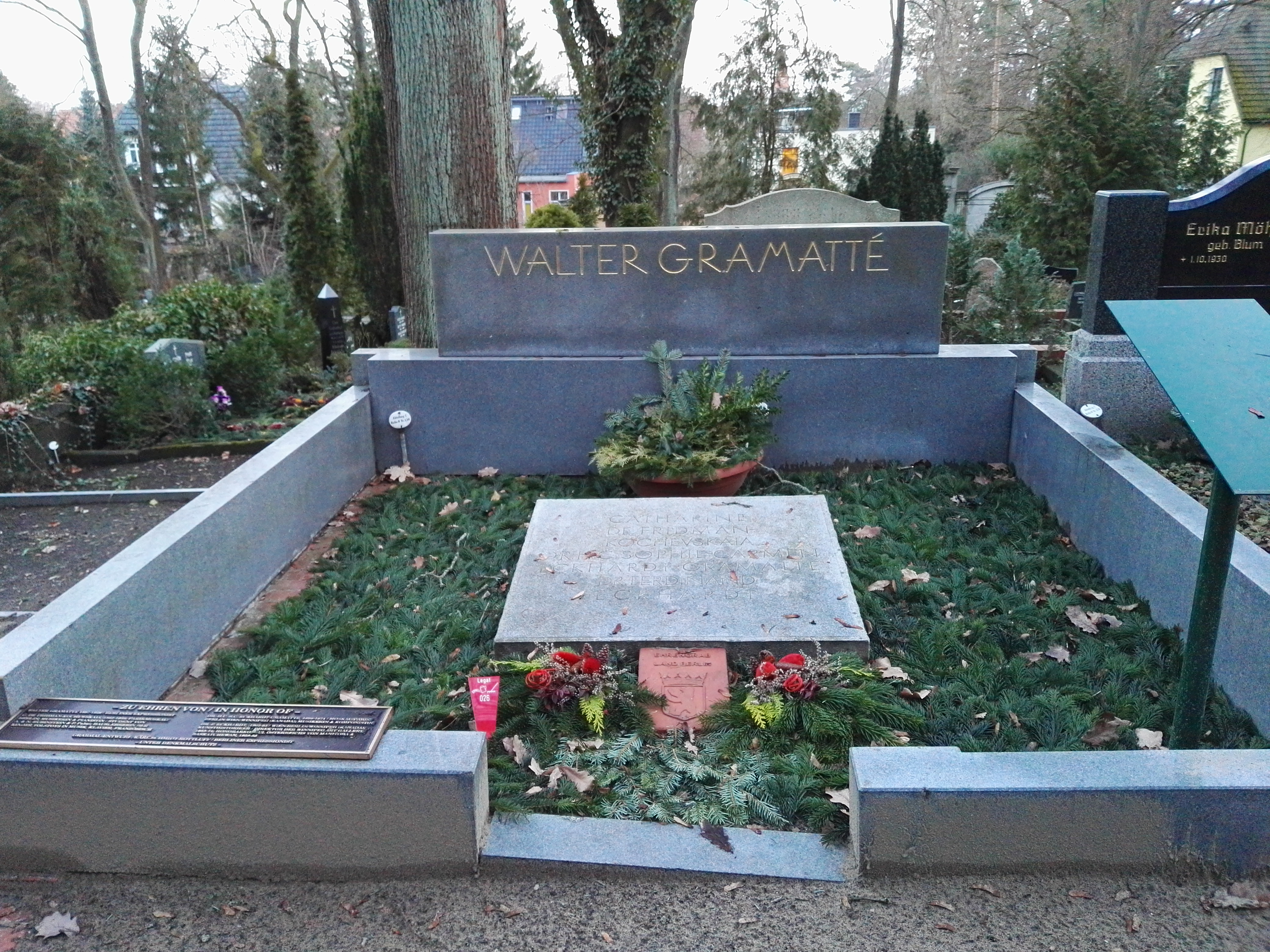
Grabstätte

Nach dem Ende des Zweiten Weltkriegs wurde er Leiter der Abteilung für Unterricht bei den staatlichen Kunstsammlungen Wien unter dem Direktor Alfred Stix. Eckhardt war Mitbegründer und kultureller Leiter der österreichisch-amerikanischen Gesellschaft.
Nach Studienaufenthalten in England und den USA wurde er 1953 nach Kanada berufen und in Winnipeg zum Direktor der Winnipeg Art Gallery ernannt. Bis zu seinem Eintritt in den Ruhestand im September 1974 organisierte er etwa 650 Kunstausstellungen. Als einen Höhepunkt seiner Laufbahn sah er die Eröffnung der neuen Kunstgalerie durch Princess Margaret 1971 an.
Nach dem Eintritt in den Ruhestand und dem Verlust seiner Frau gründete er die Eckhardt-Gramatté-Foundation und rief 1976 zur Erinnerung an seine Frau den Musikwettbewerb Eckhardt-Gramatté National Music Competition ins Leben. 1977 publizierte er Sonia Eckhardt-Gramattés Memoiren unter dem Titel Music from within.
Er ist gemeinsam mit seiner Ehefrau Sonia Gramatté-Eckhard und ihrem ersten Ehemann Walter Gramatté auf dem Evangelischen Friedhof Rahnsdorf-Wilhelmshagen in Berlin (Abt. C, Reihe 9) bestattet. Das Grab ist als Ehrengrab der Stadt Berlin gewidmet.

## Nachlass
Der schriftliche Nachlass befindet sich im Kunstarchiv des Germanischen Nationalmuseums Nürnberg.

## Schriften (Auswahl)
- Der Utrechter Psalter und die Entwicklung der Psalterillustration, 1927
- Emil Orlik als Graphiker. Der Kunstwanderer ; 11/12(1929/30), Seite 398–404
- Berliner Graphiker der Nachkriegszeit. Die graphischen Künste ; 54(1931), Seite 13–28; Seite 29–42
- Walter Gramatté. Kunst und Künstler ; 31(1932), Seite 279–285
- Das graphische Werk von Walter Gramatté, 1932
- Die Wiener Kunstsammlungen nach dem Kriege. Kunstchronik ; 3(1950), 1, Seite 5–11
- Music from Within: A Biography of the Composer S C Eckhardt-Gramatté, Winnipeg, Manitoba: The University of Manitoba Press, 1985 ISBN 0-88755-136-X